# 송우룡
송우룡(宋雨龍)은 조선시대의 판소리 명창이다. 전라북도 구례에서 태어났다. 조선 중기의 명창인 송광록의 아들이며, 조선 말기의 명창인 송만갑의 아버지이다. 동문인 박만순과 더불어 송 씨 가문의 고매한 동편제 법통을 이어온 명창으로 62세까지 살았다. 그의 더늠은 《수궁가》 중에서 〈토끼, 용왕을 속이는데〉이다.